# William Barber
Pour les articles homonymes, voir Barber.
William Barber (2 mai 1807 - 31 août 1879) est graveur en chef de la Monnaie des États-Unis de 1869 à sa mort en 1879. Il succède à James B. Longacre à ce poste.

## Biographie

### Jeunesse
M. Barber naît à Londres, en Angleterre, le 2 mai 1807. Il apprend son métier auprès de son père, John Barber, et est employé à la fabrication de plaques d'argent après son émigration aux États-Unis. Il réside à Boston pendant 10 ans et occupe divers emplois dans son domaine. Ses compétences dans ce domaine sont portées à la connaissance de James B. Longacre, alors graveur de la Monnaie, qui s'assure ses services en tant qu'assistant en 1865.

### Graveur en chef de la Monnaie
Le 20 janvier 1869, à la mort de James B. Longacre, il est nommé par le président Andrew Johnson comme son successeur et occupe ce poste jusqu'à la fin de sa vie. Il tombe malade à Atlantic City dans la seconde moitié du mois d'août 1879 et meurt chez lui, rue Ellsworth, à Philadelphie, le 31 août.
Barber est surtout connu pour son modèle de Trade dollar inspiré de Britannia, qui est produit de 1873 à 1878 pour être mis en circulation en Extrême-Orient, puis sous forme belle épreuve seulement jusqu'en 1883.
Lors des préparatifs de la création d'une nouvelle dénomination, le double dime (pièce de vingt cents), William Barber et James Pollock, surintendant de la Monnaie de Philadelphie, savent que le dessin doit être sensiblement différent de celui du Seated Liberty (Liberté assise) utilisé sur le quart de dollar. Barber conçoit une série de motifs dans ce but, notamment les motifs « Tête de marin » et « Liberté au bord de la mer ». Il crée également deux motifs de couronnes différents et un motif de bouclier pour le revers. Cependant, le directeur de la Monnaie, Henry Linderman, ordonne à Barber d'utiliser le motif Seated Liberty avec un aigle au revers, condamnant ainsi la pièce à l'échec. La pièce de 20 cents n'est mise en circulation qu'en 1875 et 1876, des épreuves ayant été frappées en 1877 et 1878,,.

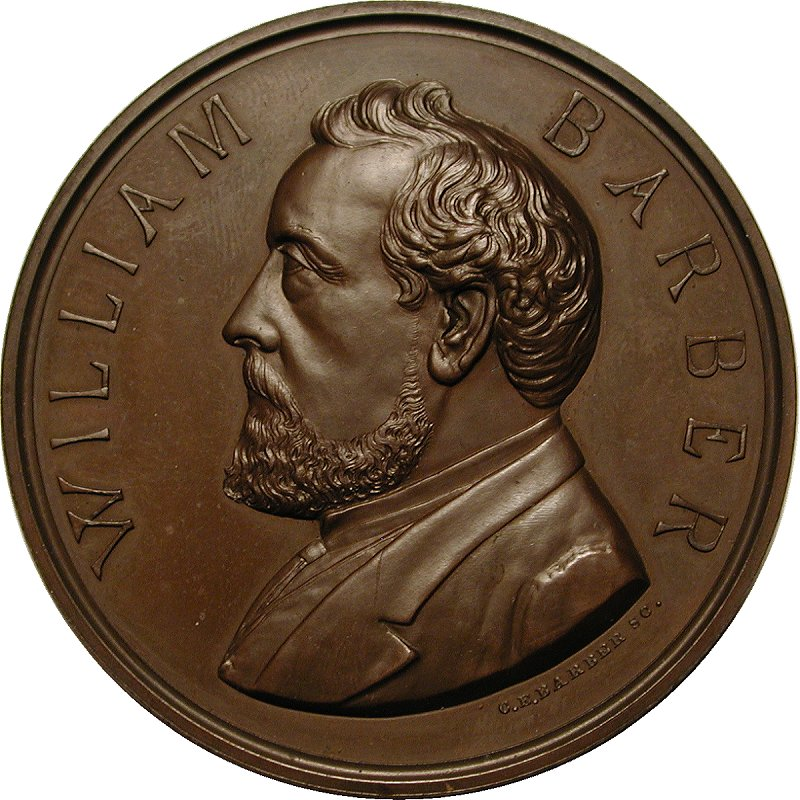
Médaille de la Monnaie des États-Unis, le graveur en chef William Barber

William Barber conçoit et grave un certain nombre de médailles. Parmi celles-ci, on peut citer la médaille de la « colonne brisée » de 1869 commémorant l'assassinat de Lincoln, la populaire médaille du chemin de fer du Pacifique de 1869, la médaille du centenaire de 1876, encore plus populaire, et la deuxième médaille d'investiture d'Ulysses S. Grant. Ce que la plupart des gens ignorent, c'est que William Barber conçoit ce qui aurait été la première pièce commémorative américaine, si elle avait été fabriquée. Les esquisses originales d'un quart de dollar à tête de liberté doivent commémorer le début du deuxième siècle de la nation. Malheureusement, la beauté du dessin ne permet pas de surmonter le manque d'intérêt pour l'idée de la pièce, et celle-ci n'atteint jamais le stade du modèle,.
Barber est également un concepteur de modèles prolifique et, pendant un certain temps, il s'est engage dans une « guerre des modèles » avec son collègue concepteur de pièces et futur chef graveur George T. Morgan. Peu de temps après sa nomination au poste de chef graveur, de nombreux modèles de pièces standard sont dessinés. La seule partie de cette idée qui se concrétise est un dollar « commercial » standardisé, qui devient finalement le Trade dollar. Le point culminant de son travail de graveur est la pièce de monnaie modèle dite « amazonienne » de 1872. Réalisées en argent et en or, ces pièces comptent aujourd'hui parmi les modèles de collection les plus prisés et les plus précieux,.
En 1876, après l'échec de la double pièce de 20 cents, des tensions apparaissent entre William Barber et le directeur de la Monnaie. Linderman veut du sang neuf dans le département de gravure. On ne sait pas s'il s'agit d'une conséquence de la débâcle de la pièce de vingt cents ou si Linderman veut simplement de nouveaux talents. Quelle qu'en soit la raison, Linderman engage George T. Morgan, originaire d'Angleterre, pour le département de gravure. Cependant, il le fait plutôt dans le dos du chef graveur. Pour ne rien arranger, lorsque Morgan arrive à Philadelphie, Linderman précise que le nouvel arrivant se rapporterait à lui-même à Washington, et non au chef graveur, comme c'est le cas habituellement. Cette décision de gestion de Linderman entraîne des difficultés pour Morgan à s'adapter à William Barber, au département de gravure et au surintendant de la Monnaie James Pollock. Si les relations entre William Barber et George Morgan ne sont pas faciles, l'hostilité principale se situe entre Barber et Linderman.
Après le départ à la retraite de Linderman en 1878, les choses reviennent à la normale et Morgan commence à rendre compte au chef graveur et à travailler en étroite collaboration avec l'assistant graveur Charles Barber. Au moment de sa mort, William Barber est très apprécié de ses collègues de la Monnaie. Le 2 septembre 1879, deux jours après sa mort, une réunion spéciale du personnel est organisée à la Monnaie pour discuter de la vie et du décès de William Barber. Cette réunion est consignée dans un mémo émouvant de deux pages qui résume la réunion et qui est remis à la famille. Elle comprend les passages suivants,

« Attendu que, par la volonté souveraine de Dieu, M. William Barber, graveur de la Monnaie, a été emporté par la mort, et que nous, officiers, commis et ouvriers, nous sommes réunis pour exprimer nos sentiments et notre sympathie en cette triste et solennelle occasion.
Il est résolu qu'en nous séparant de lui, nous perdons la collaboration d'un fonctionnaire affable, actif, laborieux et méritant, habile dans l'un des arts les plus difficiles qui soient, et qui fait preuve d'un progrès et d'une amélioration constants ;
Il est résolu que nous compatissions au deuil de sa famille et que nous lui remettions une copie de la présente délibération, signée par les membres du bureau de l'assemblée. »

Elle est signée par le surintendant A. Loudon Snowden, l'assayeur William E. DuBois, le fondeur et affineur James E. Booth et le monnayeur O.C. Bosbyshell.